# Водопьянов, Анатолий Николаевич
Анатолий Николаевич Водопьянов (род. 17 января 1960, Лебедянь, Липецкая область) — советский и российский хоккеист, нападающий. Тренер.

## Биография
Воспитанник ДЮСШ «Торпедо» (Горький). 17 февраля 1978 года дебютировал в составе «Торпедо» в высшей лиге СССР, проведя единственный матч в сезоне против «Динамо» Москва в гостях (1:10). Играл во второй лиге за «Полёт» Горький (1978/79) и СКА МВО Москва (1979/80). 15 сезонов (1980/81 — 191/92, 1993/94 — 1995/96) отыграл за «Торпедо», провел 708 матчей, забросил 178 шайб (на высшем уровне — 653 матча, 149 шайб).
Серебряный призер чемпионата Венгрии и обладатель Кубка Венгрии (1993) в составе клуба «Лехель».
В составе второй сборной СССР победитель международных турниров.
В начале 2000-х — тренер в «Торпедо-2» (НН).
Тренер в СДЮШОР «Торпедо». Среди воспитанников — Даниил Журавлёв.
Братья Виктор (род. 1962) и Александр (род. 1965) также хоккеисты. Сын Дмитрий (род. 1986) играл в низших российских лигах.